# Susan Ruttan

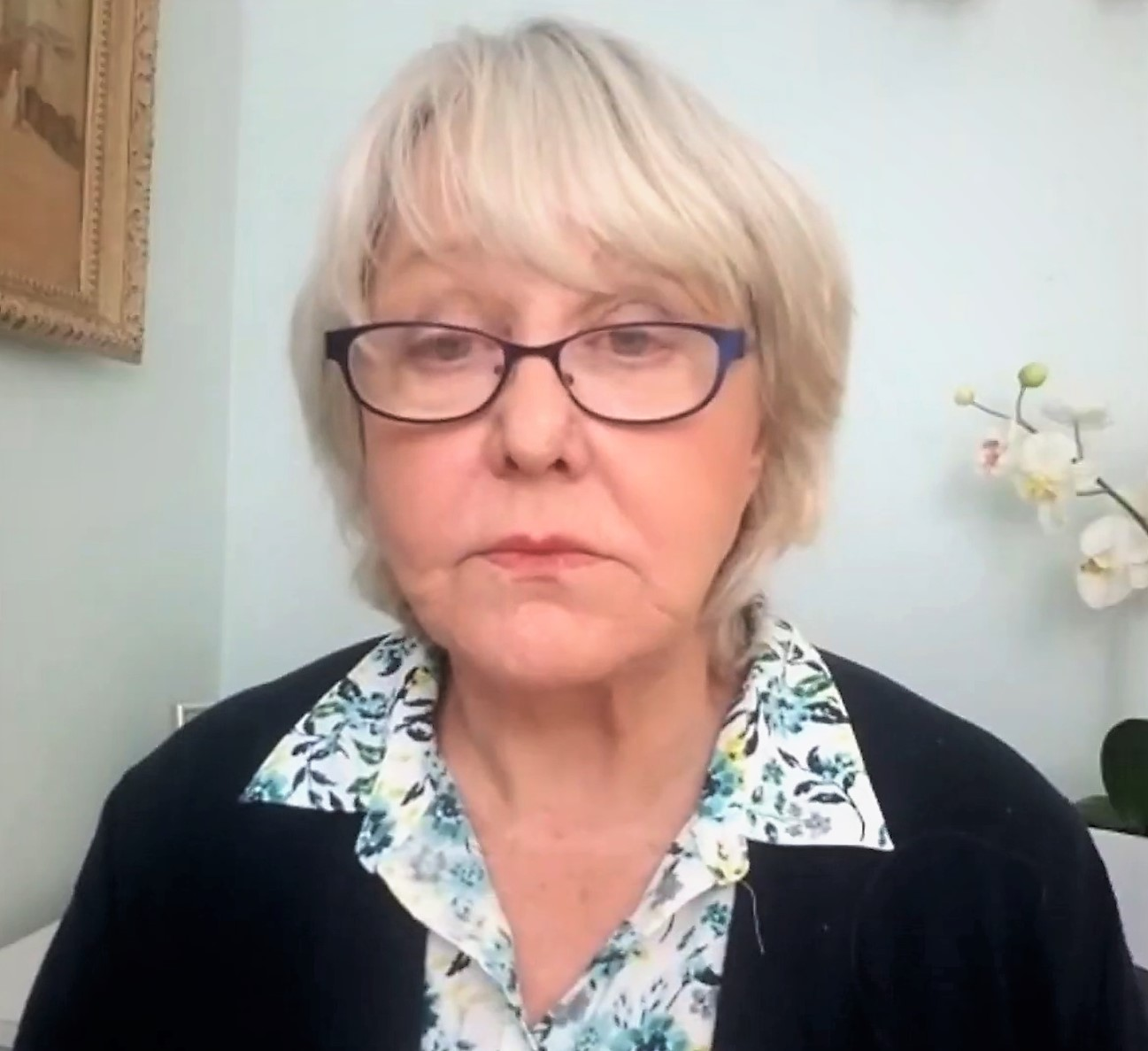
Susan Ruttan, 2020

Susan Ruttan (* 16. September 1950 in Oregon City, Oregon als Susan Dunrud) ist eine US-amerikanische Schauspielerin.

## Leben und Leistungen
Ruttans Familie zog häufig um, als sie ein Kind war. Im Alter von 12 Jahren erlebte sie die Scheidung ihrer Eltern, wonach sie von ihrer Großmutter aufgenommen wurde. In den Jahren 1974 bis 1978 trat sie im Theater Staircase Repertory Company in Santa Cruz (Kalifornien) auf. Ihre erste Fernsehrolle spielte sie in einer Folge der Serie Bosom Buddies aus dem Jahr 1981. In der Fernsehkomödie After George (1983) spielte sie eine der größeren Rollen. Eine größere Rolle spielte sie auch neben Tim Matheson und Woody Harrelson im Horrorfilm Die Hexen von Bay Cove aus dem Jahr 1987.
In den Jahren 1986 bis 1993 trat Ruttan als Anwaltssekretärin Roxanne Melman in der Fernsehserie L.A. Law – Staranwälte, Tricks, Prozesse auf. Diese Rolle brachte ihr in den Jahren 1987, 1988, 1989 und 1990 Nominierungen für den Emmy. In den Jahren 1989 und 1990 wurde sie für den Golden Globe Award nominiert. Im Jahr 1988 wurde sie außerdem für den Viewers for Quality Television Award nominiert. In der Krimikomödie Love Kills (1998) war sie an der Seite von Mario Van Peebles, Lesley Ann Warren, Daniel Baldwin und Lucy Liu zu sehen. Im Fernsehfilm L.A. Law – Der Film (2002) übernahm sie die nochmals die Rolle der Roxanne Melman, die sie in der zugrundeliegenden Fernsehserie gespielt hatte.
Die Schauspielerin heiratete im Jahr 1967 Melven Ruttan, der im Jahr 1970 starb. Im Jahr 1990 heiratete sie den Tontechniker Randy McDonald, von dem sie fünf Jahre später geschieden wurde. Sie adoptierte im Jahr 1992 einen Sohn.

## Filmografie (Auswahl)
- 1981: Bosom Buddies (Fernsehserie, Folge 1x05)
- 1981: Quincy (Quincy, M.E., Fernsehserie, Folge 6x17)
- 1982: Vater kratzt die Kurve (Drop-Out Father, Fernsehfilm)
- 1983: Ihre letzte Chance (Independence Day)
- 1983: Der Tag Jupiters (Thursday’s Child, Fernsehfilm)
- 1983: Auf und davon (Packin' It In, Fernsehfilm)
- 1983: Zwei Fäuste für ein Baby (The Fighter, Fernsehfilm)
- 1984: Die zweiten Augen (Second Sight: A Love Story, Fernsehfilm)
- 1984: Benson (Fernsehserie, Folge 6x01)
- 1984: Schweinebande! (Bad Manners)
- 1984: Remington Steele (Fernsehserie, Folge 3x02)
- 1984: Aufs Kreuz gelegt (Scorned and Swindled, Fernsehfilm)
- 1985: Die Jeffersons (The Jeffersons, Fernsehserie, Folge 11x18)
- 1985: Vergesst die Liebe nicht (Do You Remember Love, Fernsehfilm)
- 1985: Ich muß sie töten (Murder: By Reason of Insanity, Fernsehfilm)
- 1985: Harrys wundersames Strafgericht (Night Court, Fernsehserie, Folge 3x09)
- 1986–1993: L.A. Law – Staranwälte, Tricks, Prozesse (L.A. Law, Fernsehserie, 150 Folgen)
- 1987: Die Hexen von Bay Cove (Bay Coven, Fernsehfilm)
- 1988: Vision der Dunkelheit (Bad Dreams)
- 1988: Mutter geht auf Männerjagd (Take My Daughters, Please, Fernsehfilm)
- 1989: Ein himmlischer Liebhaber (Chances Are)
- 1989: Blutiger Regen (Fire and Rain, Fernsehfilm)
- 1990: Kein Baby an Bord (Funny About Love)
- 1990: Ein perfekter kleiner Mord (A Quiet Little Neighborhood, a Perfect Little Murder, Fernsehfilm)
- 1991: Klinik des Todes (Deadly Medicine, Fernsehfilm)
- 1992: Blut auf seidener Haut (Deadly Matrimony, Fernsehfilm)
- 1993: Bombenattentat in New York (Without Warning: Terror in the Towers, Fernsehfilm)
- 1993: Jack Reed: Der Unbestechliche (Jack Reed: Badge of Honor, Fernsehfilm)
- 1994: Jack Reed: Gnadenlose Jagd (Jack Reed: A Search for Justice, Fernsehfilm)
- 1994/2000: Ein Hauch von Himmel (Touched by an Angel, Fernsehserie, 2 Folgen)
- 1995: Jack Reed: Vertrauter Killer (Jack Reed: One of Our Own, Fernsehfilm)
- 1996: Wer hat meine Tochter ermordet? (Justice for Annie: A Moment of Truth Movie, Fernsehfilm)
- 1996: Jack Reed: Der Schlächter (Jack Reed: Death and Vengeance, Fernsehfilm)
- 1996–1997: Chicago Hope – Endstation Hoffnung (Chicago Hope, Fernsehserie, 2 Folgen)
- 1997: Vom Bösen berührt – Der Schänder hinter der Maske (Touched By Evil, Fernsehfilm)
- 1997–1998: Susan (Suddenly Susan, Fernsehserie, 3 Folgen)
- 1998: Jagabongo – Eine schrecklich nette Urwaldfamilie (Krippendorf’s Tribe)
- 1998: Love Kills
- 1998: Die Seele der Partei (Life of the Party: The Pamela Harriman Story, Fernsehfilm)
- 1999: Hinterm Mond gleich links (3rd Rock from the Sun, Fernsehserie, Folge 4x19)
- 2000: Das ultimative Weihnachtsgeschenk (The Ultimate Christmas Present, Fernsehfilm)
- 2000: Popular (Fernsehserie, 3 Folgen)
- 2001: Für alle Fälle Amy (Judging Amy, Fernsehserie, Folge 2x17)
- 2001: Gilmore Girls (Fernsehserie, Folge 2x04 Auf und davon)
- 2001: Yes, Dear (Fernsehserie, Folge 2x09)
- 2002: Buffy – Im Bann der Dämonen (Buffy the Vampire Slayer, Fernsehserie, Folge 6x11)
- 2002: L.A. Law – Der Film (L.A. Law: The Movie, Fernsehfilm)
- 2004: Lady Cops – Knallhart weiblich (The Division, Fernsehserie, Folge 4x08)
- 2004: Helter Skelter (Fernsehfilm)
- 2004: CSI: NY (Fernsehserie, Folge 1x03 Seine letzte Fahrt)
- 2004: Die Legende von Butch und Sundance (The Legend of Butch & Sundance, Fernsehfilm)
- 2005: Strong Medicine: Zwei Ärztinnen wie Feuer und Eis (Strong Medicine, Fernsehserie, Folge 6x04)
- 2005: Monk (Fernsehserie, Folge 4x08 Mr. Monk war auch mal klein)
- 2005: Boston Legal (Fernsehserie, Folge 2x07 Letzter Ausweg)
- 2006: You Did What?
- 2007: Tell Me You Love Me (Fernsehserie, Folge 1x06)
- 2008: Half-Life
- 2009: Prayers for Bobby (Fernsehfilm)
- 2009: Private Practice (Fernsehserie, Folge 2x13 Angst)
- 2009: Ghost Whisperer – Stimmen aus dem Jenseits (Ghost Whisperer, Fernsehserie, Folge 4x19)
- 2009: Castle (Fernsehserie, Folge 1x08 Geister)
- 2009: Hannah Montana (Fernsehserie, Folge 3x14 Der Abschlussball)
- 2009: Hawthorne (Fernsehserie, Folge 1x03)
- 2009/2010: The Forgotten – Die Wahrheit stirbt nie (The Forgotten, Fernsehserie, 2 Folgen)
- 2011: Grey’s Anatomy (Fernsehserie, Folge 7x11 Rückkehr)
- 2012: Common Law (Fernsehserie, Folge 1x03)
- 2013: Meine Schwester Charlie (Good Luck Charlie, Fernsehserie, 2 Folgen)
- 2014: Swelter – Gier. Rache. Erlösung. (Swelter)
- 2015: Battle Creek (Fernsehserie, Folge 1x04 Familienangelegenheit)
- 2015: Ich war’s nicht (I Didn’t Do It, Fernsehserie, Folge 2x18)
- 2015: Grimm (Fernsehserie, Folge 5x02 Zeichen)
- 2018: American Vandal (Fernsehserie, 4 Folgen)
- 2018: 9-1-1 (Fernsehserie, Folge 2x06 Zugedröhnt)
- 2018–2019: Mom (Fernsehserie, 3 Folgen)
- 2021: Shameless (Fernsehserie, Folge 11x08 Schluss, Punkt, aus)
- 2021: United States of Al (Fernsehserie, 2 Folgen)
- 2022: Sprung (Fernsehserie, 4 Folgen)
- 2022: Navy CIS (Navy NCIS, Fernsehserie, Folge 20x01)
- 2022: The Good Doctor (Fernsehserie, Folge 6x06)
- 2024: Undercover im Seniorenheim (A Man on the Inside, Fernsehserie)